# Freya Van den Bossche
Freya Van den Bossche (Gent, 26 maart 1975) is een Belgische politica voor Vooruit en huidig voorzitster van het Vlaams Parlement. Ze is een voormalig federaal en Vlaams minister, schepen van Gent en volksvertegenwoordigster.

## Levensloop
Freya Van den Bossche is de dochter van oud-minister Luc Van den Bossche en filologe Lieve Bracke. Van den Bossche genoot haar middelbaar onderwijs aan het Koninklijk Atheneum Voskenslaan en studeerde aan de Rijksuniversiteit Gent. In 1995 werd ze kandidaat in de rechten en in 1999 licentiaat in de communicatiewetenschappen. Tijdens haar studentenjaren was ze niet partijpolitiek geëngageerd. Van 1999 tot 2000 was ze adjunct van de directie van de stad Gent.
In 2000 kwam zij als SP-lid op voor de gemeenteraadsverkiezingen in Gent. In de aanloop naar deze verkiezingen kwam ze op televisie in het programma Bracke & Crabbé in de vaste rubriek waarin zonen en dochters van bekende politici die kandidaat waren met elkaar in debat gingen. Van den Bossche won deze wedstrijd en kreeg mede door deze verschijning nationale bekendheid. Als verkiezingsreclame gebruikte ze een postkaart met een zwart-witfoto van haar benen die naakt tot aan haar zwarte slip waren te zien, omdat ze haar rok omhoog tilde. Ze werd verkozen tot gemeenteraadslid en was van 2001 tot 2003 ook schepen van Onderwijs.
Bij de federale verkiezingen van 2003 kreeg Van den Bossche het lijsttrekkerschap voor de sp.a in Oost-Vlaanderen aangeboden en behaalde ze 105.000 voorkeurstemmen. Ze werd verkozen tot lid van de Kamer van volksvertegenwoordigers en op 12 juli 2003 benoemd tot minister van Leefmilieu, Consumentenzaken en Duurzame Ontwikkeling in de regering-Verhofstadt II. Ze trad vervolgens af als schepen van Gent. In juli 2004 werd ze minister van Werk en Consumentenzaken na de overstap van de bevoegde minister Frank Vandenbroucke naar de Vlaamse Regering. Na het vertrek van Johan Vande Lanotte in oktober 2005 werd ze vicepremier en minister van Begroting en Consumentenzaken.
Bij de Belgische lokale verkiezingen van 2006 werd lijstduwer Van den Bossche met ruim 5.000 voorkeurstemmen voor de plaatselijke lijst sp.a-spirit opnieuw in de gemeenteraad van Gent verkozen. Bij de federale verkiezingen van 2007 behaalde ze 58.987 voorkeurstemmen, een stuk minder dan haar score in 2003, maar desondanks werd ze herkozen als Kamerlid.
Na het verlies en het verdwijnen in de oppositie van haar partij in 2007 was ze minister af en was ze van 2007 tot 2009 Kamerlid. Ze weigerde het fractieleiderschap van de sp.a wegens twijfels aan haar capaciteiten en wegens haar moederschap.
Bij de Vlaamse verkiezingen van 2009 werd ze verkozen in de kieskring Oost-Vlaanderen en maakte ze de overstap naar het Vlaams Parlement. Als lijsttrekster behaalde ze 47.571 voorkeurstemmen. Ze bleef Vlaams volksvertegenwoordiger tot midden juli 2009, waarna ze vervolgens benoemd werd tot Vlaams minister van Energie, Wonen en Stedelijke Planning en Sociale Economie in de regering-Peeters II, hetgeen ze bleef tot in juli 2014. Als Vlaams Parlementslid volgde Jan Roegiers haar op.
Bij de gemeenteraadsverkiezingen in 2012 behaalde ze als lijstduwer op de Gentse sp.a-Groen-kartellijst 3.123 voorkeurstemmen en werd ze herkozen in de gemeenteraad. In 2018 besloot ze niet meer op te komen.
Ook na de Vlaamse verkiezingen van 25 mei 2014, waarbij ze als lijsttrekker 45.863 voorkeurstemmen behaalde, bleef ze Vlaams volksvertegenwoordiger. In deze functie werd ze vast lid van de commissie Welzijn, Volksgezondheid en Gezin en ging ze toeleggen op mentaal welzijn, geestelijke gezondheidszorg en jeugdzorg. Na het einde van haar ministerschap volgde ze eveneens een opleiding tot klinisch psychologe aan de VUB, die ze in 2018 voltooide, en werd ze deeltijds psychologe, eerst in een psychiatrisch ziekenhuis en vanaf 2022 op zelfstandige basis.
Tussen 2008 en 2015 was ze voorzitster van de Oost-Vlaamse sp.a-afdeling. In 2015 gaf ze dit voorzitterschap door aan Bart Van Malderen.
Bij de lokale verkiezingen van 2018 stond ze op de Oost-Vlaamse provincielijst als lijstduwer. Ze werd niet verkozen.
Bij de Vlaamse verkiezingen van 2019 stond ze op de tweede plaats van de Oost-Vlaamse sp.a-lijst. Van den Bossche werd verkozen met 16.497 voorkeurstemmen.
Initieel zou Freya Van den Bossche bij de verkiezingen van juni 2024 de federale lijst van Vooruit trekken in Oost-Vlaanderen. Nadat de in opspraak gekomen Conner Rousseau had besloten om het Vlaams lijsttrekkerschap niet te aanvaarden, nam ze diens positie over. Met een score van 28.409 stemmen werd Van den Bossche opnieuw verkozen in het Vlaams Parlement.
In oktober 2024 stond ze op de vierde plaats op de lijst van Voor Gent, de kartellijst van socialisten en liberalen, voor de gemeenteraadsverkiezingen. Met 5.626 voorkeursstemmen werd ze na een afwezigheid van zes jaar opnieuw verkozen in de Gentse gemeenteraad. Na het afspringen van het gesloten bestuursakkoord van Voor Gent met N-VA onderhandelde Van den Bossche mee over het stadsbestuur met Voor Gent en Groen dat vervolgens tot stand kwam.
Op 8 januari 2025 werd Van den Bossche voorzitter van het Vlaams Parlement, een mandaat dat na de Vlaamse verkiezingen aan Vooruit toekwam, maar waarvoor nog enkele maanden beroep werd gedaan op uittredend voorzitter Liesbeth Homans (N-VA).

## Ereteken
- 2019: Grootofficier in de Leopoldsorde[16]

## Uitslagen verkiezingen
| Verkiezing                      | Kieskring              | Datum           | Lijst       | Plaats op lijst       | Voorkeursstemmen | Uitslag       | Partijuitslag binnen kieskring |
| ------------------------------- | ---------------------- | --------------- | ----------- | --------------------- | ---------------- | ------------- | ------------------------------ |
| Vlaamse parlementsverkiezingen  | Oost-Vlaanderen        | 13 juni 2004    | sp.a-spirit | 1e plaats             | 86.068           | 1e titularis  | 19,03%                         |
| Gemeenteraadsverkiezing         | Gent                   | 8 oktober 2006  | sp.a-spirit | 50e plaats            | 5.132            | 4e titularis  | 31,58%                         |
| Federale parlementsverkiezingen | Oost-Vlaanderen        | 10 juni 2007    | sp.a-spirit | 1e plaats             | 58.987           | 1e titularis  | 15.83%                         |
| Vlaamse parlementsverkiezingen  | Oost-Vlaanderen        | 7 juni 2009     | sp.a        | 1e plaats             | 47.571           | 1e titularis  | 14,87%                         |
| Gemeenteraadsverkiezing         | Gent                   | 14 oktober 2012 | sp.a-Groen  | Lijstduwer-51e plaats | 3.123            | 9e titularis  | 45,5%                          |
| Vlaamse parlementsverkiezingen  | Oost-Vlaanderen        | 25 mei 2014     | sp.a        | 1e plaats             | 45.863           | 1e titularis  | 14,24%                         |
| Provincieraadsverkiezing        | Provinciedistrict Gent | 14 oktober 2018 | sp.a        | Lijstduwer-15e plaats | 2.555            | Niet verkozen | 15,7%                          |
| Vlaamse parlementsverkiezingen  | Oost-Vlaanderen        | 26 mei 2019     | sp.a        | 2e plaats             | 16.497           | 2e titularis  | 10,27%                         |
| Vlaamse parlementsverkiezingen  | Oost-Vlaanderen        | 9 juni 2024     | Vooruit     | 1e plaats             | 28.409           | 2e titularis  | 16,37%                         |
| Gemeenteraadsverkiezing         | Gent                   | 13 oktober 2024 | Voor Gent   | 4e plaats             | 5.626            | 4e titularis  | 32,5%                          |

## Privé
Van den Bossche heeft twee dochters uit een eerdere relatie, was daarna kort gehuwd met een medewerker en kreeg later een zoon met filmregisseur Willem Wallyn. Eind 2015 eindigde deze relatie.